# رينيه ريتشاردز
رينيه ريتشاردز (بالإنجليزية: Renée Richards)‏ مواليد 19 أغسطس 1934 في نيويورك، هي لاعبة كرة مضرب أمريكية سابقة بدأت مسيرتها كمحترفة سنة 1977 وكانت تلعب باليد اليسرى، اعتزلت اللعب في 1981. أعلى تصنيف لها في الفردي كان المركز الـ 20 في سنة 1979.

## الخط الزمني للفردي
مفتاح
| ف | ن | ن.ن | ر.ن | د# | د.م | ل | أ.أ | ت | غ | ب | ف | ذ | م.خ | ل.ت |

(ف) فاز بالبطولة (ن) وصل النهائي (ن.ن) نصف النهائي (ر.ن) ربع النهائي (د#) الأدوار الأربعة الأولى (د.م) دور المجموعات (ل) شارك في كأس ديفيز (أ.أ) خرج من الأدوار الاولى (ت) خسر التصفيات التأهيلية (غ) غاب عن الحدث أو البطولة (ب) حصل على ميدالية برونزية (ف) حصل على ميدالية فضية (ذ) حصل على ميدالية ذهبية (م.خ) بطولة الماسترز خُفضت إلى مرتبة أقل (ل.ت) البطولة لم تعقد في السنة المعينة.
لتجنب الارتباك وازدواجية الحساب، يتم تحديث هذه المعلومات إما في نهاية البطولة، أو عندما تكون مشاركة اللاعب في البطولة قد انتهت.
| الدورة           | 1953  | 1954  | 1955  | 1956  | 1957  | 1958  | 1959  | 1960  | إجمالي ف/م |
| ---------------- | ----- | ----- | ----- | ----- | ----- | ----- | ----- | ----- | ---------- |
| أستراليا         | غ     | غ     | غ     | غ     | غ     | غ     | غ     | غ     | -          |
| فرنسا            | غ     | غ     | غ     | غ     | غ     | غ     | غ     | غ     | -          |
| بطولة ويمبلدون   | غ     | غ     | غ     | غ     | غ     | غ     | غ     | غ     | -          |
| الولايات المتحدة | د1    | غ     | د2    | د1    | د2    | غ     | غ     | د1    | 0/5        |
| م.ف              | 0 / 1 | 0 / 0 | 0 / 1 | 0 / 1 | 0 / 1 | 0 / 0 | 0 / 0 | 0 / 1 | 0 / 5      |

- إجمالي ف / م = إجمالي الفوز والمشاركة

## روابط خارجية
- رينيه ريتشاردز على موقع رابطة محترفي التنس (الإنجليزية)
- رينيه ريتشاردز على موقع رابطة محترفات التنس (الإنجليزية)
- رينيه ريتشاردز على موقع الاتحاد الدولي لكرة المضرب (الإنجليزية)
- رينيه ريتشاردز على موقع خلاصة التنس.كوم (الإنجليزية)